# Amaurobioides pallida
Amaurobioides pallida är en spindelart som beskrevs av Forster 1970. Amaurobioides pallida ingår i släktet Amaurobioides och familjen spökspindlar. Inga underarter finns listade i Catalogue of Life.